# Eugen Holmberg
Eugen Valdemar Holmberg, född 1911 i Stockholm, död 1993, var en svensk målare, tecknare och författare.
Holmberg var som konstnär autodidakt och bedrev studier under resor till bland annat Danmark, Norge och Ryssland. Bland hans offentliga arbeten märks en utsmyckning för Serafimerlasarettet. Hans konst består av natur och Stockholmsmotiv i en lågstämd färgskala.